# ساتوشي ياناجيساوا
ساتوشي ياناجيساوا (باليابانية: 柳沢哲؛ بالكانا: やなぎさわ さとし) هو منافس ألعاب قوى ياباني، ولد في 19 يناير 1971 في ناكانو في اليابان.

## وصلات خارجية
- ساتوشي ياناجيساوا على موقع الاتحاد الدولي لألعاب القوى (الإنجليزية)
- ساتوشي ياناجيساوا على موقع اللجنة الأولمبية الدولية (الإنجليزية)
- ساتوشي ياناجيساوا على موقع أوليمبيديا (الإنجليزية)